# The Beach Boys
A The Beach Boys egy 1961-ben alakult amerikai rock együttes, a rockzene egyik legnagyobb hatású együttese. A csapat eleinte a szörf, a lányok és az autók zenei szószólójaként tett szert népszerűségre, ám a fő dalszerző Brian Wilson mind növekvő ambícióinak hatására idővel, jóval innovatívabbá vált zenéjük, és az utánuk következő majdnem összes zenekarra hatással voltak.
A The Beach Boyst sokszor nevezik úgy, mint: ’’Amerika zenekara’’, és az AllMusic így ír róluk: "A zenekar kivételes képességei...tette őket Amerika első, legjobb rock zenekarává."
A The Beach Boys eredeti felállása: Brian Wilson (ének, vokál, basszusgitár, billentyűs hangszerek), Mike Love (ének, vokál, szaxofon), Carl Wilson (ének, vokál, szólógitár), Alan Jardine (ének, vokál, ritmusgitár), Dennis Wilson (dob, vokál). Ezen kívül hivatalos tagjai voltak még az együttesnek: Bruce Johnston (ének, vokál, basszusgitár, billentyűs hangszerek), Davis Marks (vokál, ritmusgitár), Ricky Fataar (ének, vokál, dob, ritmusgitár), Blondie Chaplin (ének, vokál, ritmusgitár, basszusgitár), Glen Campbell (vokál, basszusgitár).
Fennállásuk során harminchat kislemezük jutott be az amerikai Top 40-be (több mint bármelyik más amerikai zenekarnak), emellett ötvenhat Billboard Hot 100-as számuk volt (ezen belül négy No. 1-es daluk volt). A kvintettet (David Marks-szal és Bruce Johnston-nal kiegészülve) 1988-ban iktatták be a Rock and Roll Hírességek Csarnokába. A Rolling Stones magazin minden idők 100 legjobb művészeinek listáján a 12. helyen végzett. A Billboard magazin szerint a kislemez és nagylemez eladásokat tekintve a Beach Boys a legtöbb lemezt eladott amerikai rock együttes.
Az együttes zenei stílusváltásokkal és gyakori személyes konfliktusokkal zsúfolt története meglehetősen viharos: elég megemlíteni Brian Wilson mentális betegségét, drogfüggőségét, és végül kilépését a zenekarból, Dennis Wilson 1983-as és Carl Wilson 1998-as halálát, és a túlélő tagok folyamatos jogi csatározásait. Carl Wilson halála után Mike Love kidobta az alapító tag Alan Jardine-t az együttesből, ennek ellenére Love és Bruce Johnston, miután megszerezték a név használati jogát a Brother Records-tól, továbbra is Beach Boys néven turnéznak.
A Beach Boys az egyik legrégebb óta működő rockegyüttes. 2011-ben ünneplik az 50 éves fennállásukat, és egy nagy jubileumi koncertsorozattal akarják a rajongókat megörvendeztetni. Ez azonban még kétséges, mivel Brian Wilson nem szeretne egykori társaival együtt dolgozni.

## Története

### Korai évek
A zenekar 1961-ben alakult a Kalifornia állambeli Hawthorne-ban, Los Angeles egyik elővárosában. Itt nőtt fel a három Wilson testvér: Brian, Dennis és Carl, unokatestvérükkel, Mike Love-val. Körülbelül 2 éves volt Brian, amikor hallotta George Gershwintől a Rhapsody in Blue-t, ami rendkívül nagy hatást gyakorolt rá. 2005 tavaszán így emlékezett vissza rá: Visszatekintve most már látom, amit hallottam, még akkor is, ha nem tudtam szavakkal kifejezni. Ha mostanában hallom, visszajön nekem néhány rossz emlék, mert nekem rossz gyermekkorom volt. De vannak jó emlékeim is, mert imádtam ezt a dalt.
Néhány évvel később vette észre, hogy a jobb fülére nem hall olyan jól. Az ok nem ismert, nagyon valószínű, hogy nagyothallónak született, és az apja egyik ütésétől vesztette el a hallását a jobb fülére. Brian Wilson és Mike Love a gimnáziumban együtt zenélt két másik iskolatársukkal, Keith Lenttel és Bruce Griffinnel, majd az egyik iskolai rendezvényen fel is léptek, ahol hatalmas tapsot kaptak. Invitálta a testvéreit is, hogy csatlakozzanak, majd a zenekart „Carl and the Passions” névre keresztelték el. Koncertet is adtak, és különböző számokat játszottak a Dion és a Belmontstól, a Four Freshmentől pedig az It’s a Blue World-öt, ami még nehéznek bizonyult a zenekar számára. Ennek ellenére nagy hatást gyakoroltak a barátjukra Al Jardine-ra, aki ott ült a nézők között, és elhatározta, hogy ő is csatlakozik a csapathoz. Így megalakult a zenekar "The Pendeltones" néven.
Dennis, amikor egyszer visszajött a tengerpartról, azt mondta: "Hé, a szörf egyre menőbb. Srácok, írhatnátok róla egy számot." Murry Wilsonnak köszönhetően a zenekar be is mutatkozott egy helyi kiadó vezetőinek, Hite és Dorinda Morgannek. A csapat először a Four Freshmen egyik balladáját, a Their Hearts Were Full of Spring-et vette föl, de ez nem igazán győzte meg őket. Dennis említette meg a felvétel után, hogy nekik van egy eredeti daluk, Surfin’ címmel. De Brian meghátrált, mondván még nincs kész a dal. Hite Morgen azt válaszolta, hogy keressék fel őt, amint készen van a dal. Brian, Mike Love segítségével be is fejezte a dal megírását, és fel is vették a dalt, amit a zenekar 1961 októberében adott ki a Candix Records gondozásában.
Az együttes eleinte "The Pendletones" néven lépett fel, melyet a korszak divatos Pendleton(en) gyapjúingmárkájától kölcsönöztek. Korai koncertjeiken a tagok a vastag gyapjúinget viselték, amely igen népszerű volt a dél-kaliforniai szörfösök körében. 1962-ben a zenekar fehér farmernadrágot és élénk csíkos inget kezdett viselni a fellépéseken. A rövid ujjú ingek kék-fehér csíkos mintázatúak voltak, gallérral, a bal oldalon zsebbel, a gombok a jobb, a gomblyukak a bal oldalon helyezkedtek el. Ez volt az együttes védjegyszerű uniformisa 1966-ig
Az 1961 végén kiadott "Surfin’" a nyugati parton nagy sikert aratott, és az országos listán is a 75. helyig jutott. A kiadó látva a zenekar nevét – a tagok megkérdezése, vagy beleegyezése nélkül – a The Beach Boys-ra változtatta. Ekkor úgy tűnt, hogy véglegesedik a zenekar felállása: a legifjabb Wilson testvér Carl lett a szólógitáros, Al Jardine a ritmusgitáros, Dennis a dobos poszt mellett döntött, és Mike Love lett a szólóénekes és a frontember. Brian volt a zenekar basszusgitárosa, és fő dalszerzője. Dennis szavaival:

| „               | Brian a The Beach Boys, mi csak a hírvivői vagyunk, Ő a minden - mi semmik vagyunk. | ” |
| – Dennis Wilson |                                                                                     |   |

### A kezdeti sikerek
1962 tavaszán a Wilson testvérek apja, Murry Wilson, aki a Beach Boys menedzsere volt egészen 1964-ig, benyújtott egy demó felvételt a Capitol Records-nak, akik azonnal le is szerződtették a zenekart. A demóról kimásolt "Surfin’ Safari", és "409" című dalokat meg is jelentette (az előbbi a 14. helyig jutott Amerikába). Mivel mindkét dal sikeresnek bizonyult, a Beach Boys lehetőséget kapott egy nagylemez felvételére. Még a demó felvételek előtt Al Jardine kilépett a zenekarból, hogy a fogász tanulmányaira koncentráljon. Helyére a Wilson gyerekek szomszédja David Marks állt. A debütáló lemez nem volt annyira sikeres, ám a címadó annál inkább: 1. helyezett lett Svédországban, és az USA-ban is 900.000 példányban kelt el. A következő lemezük a Surfin’ U.S.A., pontosabban annak is a címadó dala hozta meg a Beach Boys-nak a nemzetközi hírnevet. Az első két lemezen még a zenekar tagjai játszanak a hangszereken, és producernek a Capitol A&R menedzserét, Nick Venet-t jelölik meg. Sejteni lehet azért, hogy a felvételeket nem Nick, hanem valójában Brian irányította.

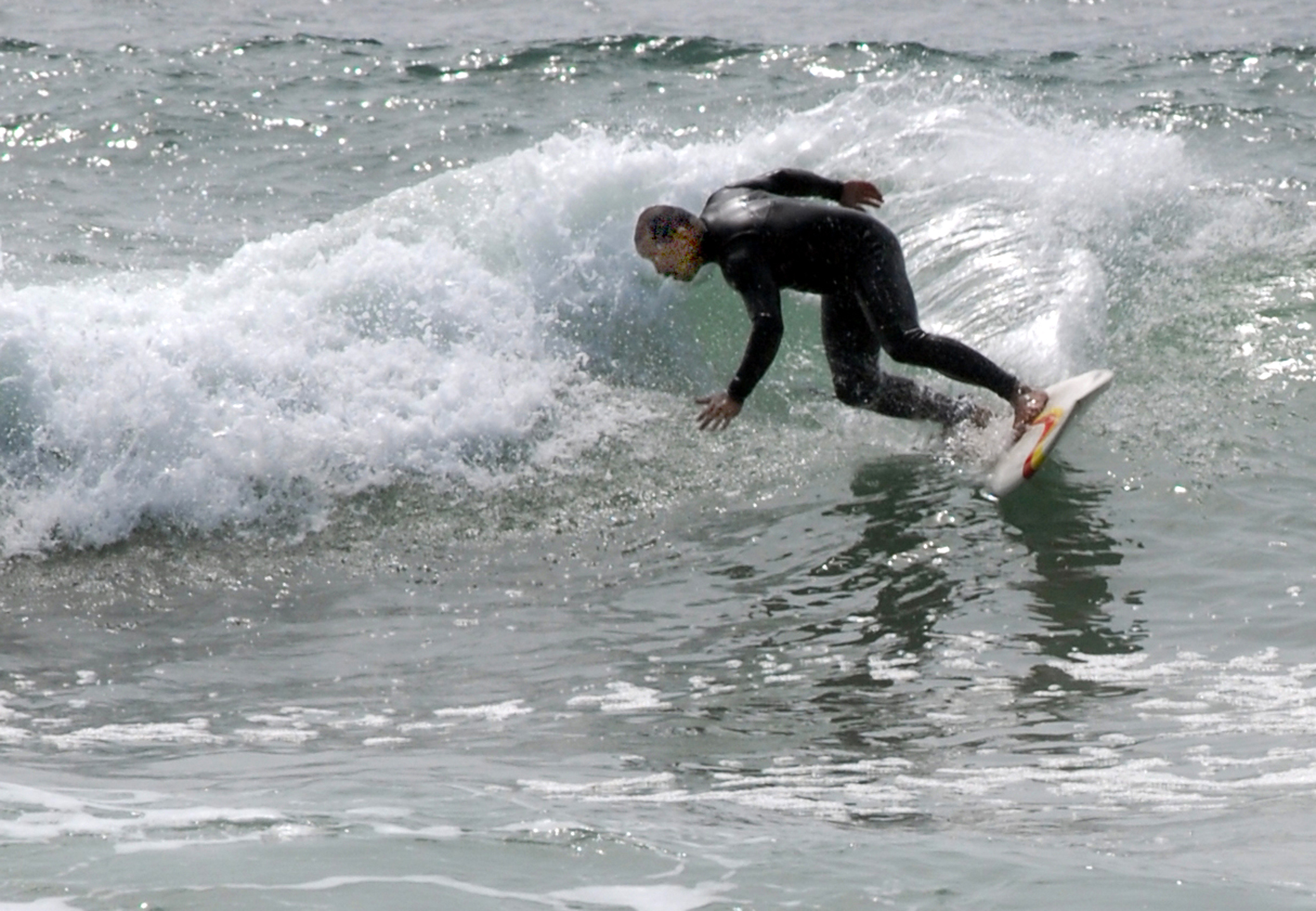
"Catch a wave and you're sittin' on top of the world..." (A "Catch a wave" kezdősora)

Korai dalaikra elsősorban Chuck Berry gitár riffjei, és a The Four Freshman szövevényes vokálharmoniái voltak nagy hatással. Ezen időszak alatt Brian Wilson dalszerzői, hangszerelői és produceri képessége villámgyorsan fejlődött. Korai slágereik az Egyesült Államok egyik első számú zenekarává tették a zenekart, ez a pozíciójuk csak a Beatles 1964-es amerikai áttörésével ("british invasion") került veszélybe.
1964 februárjának elején Brian megszállottként kezdett új dalokat írni, s alig néhány hét leforgása alatt olyan jövőbeli klasszikusokkal állt elő, mint az "I Get Around", az "All Summer Long", a "Wendy", vagy a "Girls On The Beach". A Beach Boys kénytelen volt felvenni Brian tempóját, amikor a végtelen stúdióüléseken vezetőjük kérésére újra és újra fel kellett énekelniük a mind bonyolultabbá váló vokálharmóniákat, amíg Wilson tökéletesnek nem találta azokat. Ezek a vokálok a már korábban, stúdiózenészekkel rögzített instrumentális felvételekre kerültek, melyek producere és hangszerelője az ekkor még mindig csak 21 éves Brian volt. Az "I Get Around" lett a zenekar első listavezető kislemeze, és Brian addigi legelőremutatóbb munkája. A dal felvételei során kirúgta apját, aki a kezdetek óta volt a zenekar menedzsere, mert megunta az önző, és önkényes zsarnokoskodását. A következő években a Wilson-testvérek és Murry fokozatosan elhidegültek egymástól, s amikor 1973-ban Murry meghalt, Brian és Dennis nem vettek részt a temetésen. Számtalan történet kering arról, miként bántalmazta fizikailag és lelkileg Murry fiait gyerekkorukban. Brian később így emlékezett vissza a kapcsolatukra: "A kapcsolatom az apámmal nagyon egyedi volt. Egyrészről nagyon féltem tőle. Másrészt szerettem is, mert tudta, hogy hol volt. Neki volt ez a versenyszelleme, amitől teljesen eldobtam az agyamat".

### Brian újításai és személyes problémái
A folyamatos, megfeszített tempójú munkának idővel meg kellett fizetni az árát. 1964. december 23-án, miközben az együttes egy houston-i koncertre repült, Brian pánikrohamot szenvedett el, majd a következő év elején bejelentette, visszavonul a turnézástól, hogy minden erejét a zeneszerzésre és a lemezfelvételekre fordíthassa. Tizennyolc hónapig Glen Campbell helyettesítette Briant a koncerteken, ám saját karrierje érdekében hamarosan kilépett az együttesből. A Beach Boys zenész barátjukat, Bruce Johnstont kérte meg, hogy találjon egy alkalmas zenészt Brian helyére. Miután nem járt sikerrel, maga Johnston vált az együttes teljes jogú tagjává, először a koncerteken helyettesítette Wilsont, a későbbiekben pedig a lemezfelvételeken is közreműködött.
A Jan & Dean duó tagjai (akik a zenekar közeli barátai, 1963-64-ben pedig elő zenekaruk voltak) tanácsolták Briannek, hogy a stúdióban alkalmazzon alkalmi zenészeket. A stúdiózenészek jelenléte és Wilson turnézástól történő visszavonulása lehetővé tette számára, hogy tovább fejlessze produceri képességeit. Wilson szerezte előzenekaruk "Surf City" című dalát is. A Jan & Dean-szám a Billboard lista első helyéig jutott 1963 nyarán, ami felvillanyozta Briant, viszont feldühítette a menedzser Murry-t, aki úgy érezte, fia "eltékozolt" egy számot, ami a Beach Boys első listavezetője lehetett volna
1964-re Brian növekvő kreativitása nyilvánvalóvá vált: az All Summer Long nagylemez "Drive-In" című dalában két versszak közé több ütemnyi csendet iktatott be, míg a "Denny's Drums", a Shut Down Volume 2 album utolsó száma egy kétperces dobszóló. Ahogy Wilson mind ambiciózusabbá vált, úgy nőtt meg a profi stúdiózenészek jelentősége is olyan dalokban, mint az "I Get Around" vagy a "When I Grow Up (To Be A Man)".
1965 további nyilvánvaló változásokat hozott: a Today! nagylemezen háttérbe szorulnak a gitárok, nagyobb szerephez jutnak a billentyűs és ütős hangszerek, Wilson bátran kísérletezik a hangerő radikális változtatásával, a dalszövegek pedig jóval érettebbek a korábbiaknál. Az album A-oldalát napfényes popdalok foglalják el, míg a második oldalra kerültek a komorabb balladák. A 3. helyig jutó "California Girls"-t 1965 novemberében újabb top 20-as kislemez, a "Little Girl I Once Knew" követte, a zenekar addigi legexperimentálisabb dala, a refréneket megelőző több másodpercnyi csönddel, pszichedelikus orgonával, mélabús fúvósokkal. Talán a túlságosan extrém hangszerelésnek tudható be, hogy a kislemez nem jutott feljebb a 20. helynél, így ez lett az első Beach Boys-kislemez 1963 óta, amelyik nem került be az első tízbe.

### Pet Sounds
Brian Wilson zeneszerzőként és hangszerelőként az 1966-os Pet Sounds LP-vel ért kreativitása csúcsára. A lemez "God Only Knows" című dala volt az első Amerikában kislemezen kiadott popszám, amelynek címében szerepelt az "isten" szó – feltehetőleg éppen emiatt sok rádióadó nem játszotta a dalt, amely így nem is jutott feljebb a 39. helynél az országos kislemezlistán. A Pet Sounds "Caroline, No" című dala Brian Wilson neve alatt jelent meg kislemezen, elsőként szerepeltetve Wilsont szólóelőadóként.
A lemezt máig is a rock-korszak egyik legkimagaslóbb teljesítményeként értékelik. Paul McCartney több alkalommal is az egyik kedvenc lemezének nevezte (a "God Only Knows"-t pedig a kedvenc dalának), és készséggel elismerte a Beatles Sgt. Pepper's Lonely Hearts Club Band albumára gyakorolt hatását. (Maga Wilson a Beatles Rubber Soul albumát jelölte meg a Pet Sounds inspirációs forrásaként.) A lelkendező kritikák ellenére a Capitol nem fordított sok energiát a lemez reklámozására, amely így nem is lett olyan sikeres, mint Brian remélte (csak a Billboard lista 10. helyéig jutott). A széles körű elismerés hiánya mélyen megrázta Wilsont.
- God Only KnowsA "God Only Knows" sok szempontból úttörő dalnak tekinthető: ez volt az első popszám, amelynek címében szerepelt az Isten szó, emellett a dal jóval összetettebb volt, mint bármi, amit a Beach Boys (vagy bármely másik popzenekar) azelőtt lemezre vett – különösen igaz ez a komplikált dalszerkezetre és a nagyívű vokálharmóniákra.

Nem tudod lejátszani a fájlt?
Mivel nem koncertezett társaival, Brian az LP valamennyi instrumentális részét felvette, mialatt a Beach Boys Japánban turnézott. A hazaérkező együttes tagjait egy komplett lemezanyag fogadta, amelyre már csak a vokálokat kellett felénekelni. A zenekar néhány tagja helytelenítette a Pet Sounds zenei stílusváltását: Mike Love különösen ellenezte a változást, Brian "ego-zenéjének" nevezte a dalokat, s figyelmeztette Wilsont, hogy "ne baszakodjon a formulával". Jardine és Johnston szintén attól tartottak, hogy a zenekar elveszíti tizenéves közönségét, ha felhagynak bevált és sikeres zenei stílusukkal. Love tanácsára Wilson megváltoztatta egyik szerzeményének, a "Hang On To Your Ego"-nak címét "I Know There's An Answer"-re. Love ellenszenvének másik oka az lehetett, hogy Wilson egy külsős szövegíróval, Tony Asher-rel dolgozott az album dalain Love helyett, míg a korábbi Beach Boys-számok legtöbbjének társszerzője és szólóénekese Love volt.
A lemez instrumentális részeit négy hónap alatt vették fel három Los Angeles-i stúdióban (Western Recorders, Gold Star Studios, Sunset Sound), a nyugati part legelismertebb stúdiózenészei (köztük a jazzgitáros Barney Kessell, a basszusgitáros Carol Kaye, és a dobos Hal Blaine) közreműködésével, és akiket a szakmában összefoglaló néven a "The Wrecking Crew" néven emlegettek. Március és április nagy részét a Beach Boys a vokálok feléneklésével töltötte, s ezek az ülések bizonyultak addigi karrierjük legmegerőltetőbb munkájának.
Az album aprólékosan kidolgozott harmóniái és ötletes hangszerelési megoldásai új irányt szabtak a popzenében. A ’’Pet Sounds’’ az évtized egyik legjelentősebb albuma, melyet sajátos melankóliája és fiatalság iránti keserű nosztalgiája tesz igazán páratlanná. Brian Wilson egy 1996-os interjúban elmondta: "Mikor a "Pet Sounds"-ot készítettem, volt egy álmom egy glóriáról, ami a fejem fölött volt, de az emberek nem láthatták. Isten ott volt velem. Láttam, és éreztem ezt az érzést a fejemben, az agyamban." Brian hősének Phil Spector-nak a "Wall of Sound" hangzását akarta tökélyre fejleszteni. Chuck Berry és a The Four Freshmen együttes mellett, ő volt rá a legnagyobb hatással. A "Be My Baby"-t a leghibátlanabb popdalnak tart, emellett Spector itt alkalmazta először a "Wall of Sound" technikát. Brian ezt mondta Phil-ről:"Gyerünk már, hallgasd a "Da Do Ron Ron Now-ot, hallgasd a "Be My Baby-t, tudom hogy imádni fogod Phil Spectort". Egy másik interjúban elmondta hogy: "Nos, mindig is próbáltam versenyezni vele, vagy akár felülmúlni őt, amit szomorúan mondhatok nem sikerült. De még mindig próbálkozom." A dalok instrumentális részét egyfajta nagyzenekari előadásként, élőben vette fel közvetlenül egy négysávos magnóra. Larry Levine hangmérnök elmondása szerint Brian általában a felvételek keverését is élőben, rögzítésükkel egy időben végezte. Spectorhoz hasonlóan Brian is „hangszerként” használta a lemezstúdiót, új hangzásokat létrehozva különböző hangszerek és énekhangok kombinálásával, és a visszhang használatával. Gyakran vett fel megduplázott basszus-, gitár- és orgonasávokat, ezekhez aztán más szokatlan hangszereket adott, amelyek együtt új, meghökkentő hangzást eredményeztek. Ezt a munkamódszerét fogja később a „Good Vibrations” című dallal megváltoztatni, ahol is kisebb szekciókból fogja felépíteni a számot.

### Good Vibrations
A Pet Sounds-szal megkezdett kísérletezés folytatásaként Wilson egy még nagyratörőbb munkába kezdett, a Dumb Angel című lemez felvételeibe, melynek első gyümölcse a "Good Vibrations" kislemez (Brian szavaival élve "zsebszimfónia") volt. A dal a Beach Boys addigi legsikeresebb kislemeze lett, mely az Államokban és Nagy-Britanniában is az első helyig jutott, s melyet sok kritikus minden idők egyik legjobb rock-kislemezeként tart számon. 1997-ben a MOJO magazin szavazásán a szám a valaha készült legjobb kislemez díját nyerte el. 2000-ben a VH1 "100 legjobb rockdal" listáján a 8., 2004 végén pedig a Rolling Stone magazin "Minden idők 500 legnagyszerűbb dala" listáján a 6. helyre került. A dal egyben a valaha készült legösszetettebb rockzenei produkció, s a korszak legtöbb pénzt felemésztő kislemez-felvétele is. Az 50.000 dollárból készült felvétel többe került, mint a legtöbb nagylemez, a felvételi ülések hónapokon át zajlottak három stúdióban.
A Pet Sounds-on alkalmazott munkamódszer helyett Wilson moduláris módon rögzítette a "Good Vibrations"-t: szekciókra bontotta a kompozíciót, s minden egyes szakaszból több verziót rögzített különböző stúdiókban, kihasználva az egyes berendezések eltérő hangzásait. Végül a legjobbnak ítélt szekciókból összeillesztette a végleges változatot, amelyre az együttes felénekelte a vokálokat. Az innovatív hangszerelést többek között dobok, orgona, zongora, akusztikus és elektromos basszusgitár, gitárok, theremin, harmonika és cselló alkották. Az együttes tagjai a "Good Vibrations" vokálfelvételeit életük legmegerőltetőbb session-jeiként emlegetik.
Noha állapota folyamatosan rosszabbodott, dalszerzőként és producerként Brian továbbra is rendkívül termékeny volt. Mentális problémáinak pontos mibenléte sok spekuláció tárgya volt. Rengeteg kábítószert fogyasztott, nagy mértékben elhízott, hosszú depressziós rohamokon esett keresztül, és paranoiássá vált. Több életrajzíró feltevése szerint Brian apja diagnosztizálatlan bipoláris rendellenességben szenvedett, s több évtizednyi szenvedés után Wilsonnál végül skizofréniát állapítottak meg.
A "Pet Sounds"-ot, és a "Good Vibrations"-t szinte az egekbe magasztalta az angol sajtó. A "New Musical Express" 1966. december 3-án megjelent számában ez a cikk volt olvasható: "NME Szenzációs Szavazás: A Beach Boys kiütötte a Beatles-t (NME Poll Sensation: Beach Boys Beat Beatles)", miszerint a Beach Boys végzett az első helyen, mint a világ legjobb vokális zenekara, magamögé utasítva a Beatles-t, és a Rolling Stones-t. Emellett Brian Wilson negyedik lett a "Világ Zenei Személyei"-nek listáján, nem sokkal lemaradva John Lennon után.

### SMiLE
Miközben a végső simításokat végezte a Pet Sounds-on, és elkezdett dolgozni a "Good Vibrations"-ön, Brian megismerkedett Van Dyke Parks-szal. 1966 végén Wilson és Parks közösen kezdtek dalokat írni, melyek idővel egy formabontó szvit formáját öltötték, s melyeket Wilson a Beach Boys következő, időközben Dumb Angel-ről SMiLE-ra átkeresztelt nagylemezére szánt. A "Good Vibrations"-éhez hasonló, moduláris módszerrel rögzített lemez felvételei 1966 augusztusában kezdődtek, és a következő év tavaszáig tartottak. Noha az album felépítése és a dalok pontos sorrendje évtizedeken át végtelen elmélkedések tárgya volt, annyi nyilvánvaló volt, hogy Wilson és Parks egy tematikailag és zeneileg összefüggő folyamatos dalciklusként képzelték el a SMiLE-t, melyen a dalokat a zenei témák rövid vokális és instrumentális variációi kötötték volna össze.
A Beach Boys többi tagja, különösen Love, túl bonyolultnak és a zenekar bejáratott stílusától idegennek találta Wilson és Parks ötleteit. Love egy az egyben elutasította a SMiLE koncepcióját, nyíltan kritizálta Parks dalszövegeit, és állítása szerint aggasztotta Brian növekvő drogbevitele. A "Cabinessence" című dal felvételei során Love azt követelte Parkstól, magyarázza el a dal záró sorának ("Over and over the crow cries uncover the cornfield") értelmét. A session heves veszekedésbe fulladt, és nem sokkal később Parks megszakította munkakapcsolatát Wilsonnal
1967 elején minden korábbinál nagyobb nyomás nehezedett Brian Wilsonra: romló mentális állapota, zenekarának heves ellenállása, a Pet Sounds viszonylagos sikertelensége, és a Capitol Records-szal folytatott jogdíjak miatti pereskedés mind késleltették a SMiLE elkészültét. A helyzetet nehezítette Wilson nyugtató-, marihuána- és amfetaminfüggősége is, mely tovább súlyosbította pszichikai problémáit. Néhány héttel a Beatles Sgt. Pepper's Lonely Hearts Club Band-jének megjelenése előtt Brian félbehagyta a SMiLE munkálatait. A következő három évtizedben a lemezt körülvevő legenda egyre duzzadt, mígnem a SMiLE lett a poptörténelem leghíresebb kiadatlan albuma. A lemez néhány dalát 1967 nyarán újra felvették Brian új házi stúdiójában, drasztikusan lecsupaszított hangszereléssel. A befejezett "Heroes and Villains" és a "Good Vibrations" mellett ezek a számok alkották a szeptemberben kiadott Smiley Smile nagylemez anyagát, amelyet a kritika és a közönség is bukásként könyvelt el.
A felvételek félbehagyása ellenére a SMiLE körüli érdeklődés nem csökkent. A következő években Carl Wilson összeállított néhány dalt az 1966-67-es ülésekről, amelyek meg is jelentek a 60-as, 70-es évek fordulójának Beach Boys-lemezein ("Our Prayer", "Cabinessence", "Cool, Cool Water", "Surf's Up"). A zenekar még 1972-ben is megpróbálkozott a lemez összeállításával, ám kénytelenek voltak megállapítani, hogy a végtelen számú daltöredékből egyedül Brian Wilson lenne képes egységes egészet alkotni – ám ő addigra már hallani sem akart a SMiLE-ról. Az eredeti felvételek közül 1993-ban jó néhány megjelent a Good Vibrations box seten, ám a teljes SMiLE albumra 2003-ig kellett várni, amikor Wilson és Parks befejezték a lemez megírását. A SMiLE végül 2004 szeptemberében jelent meg, Brian Wilson szólólemezeként.

### Az évtizedforduló változásai
A hatvanas évek végére a Beach Boys népszerűsége jócskán megkopott: a Smiley Smile és az azt követő albumok rosszul szerepeltek az amerikai listákon (noha Nagy-Britanniában viszonylag jól fogytak). A zenekar megítélése tovább romlott, miután lemondták fellépésüket az 1967-es Monterey popfesztiválon: az esemény remek alkalom lett volna, hogy bizonyítsák jelentőségüket a megváltozott rockszíntéren.

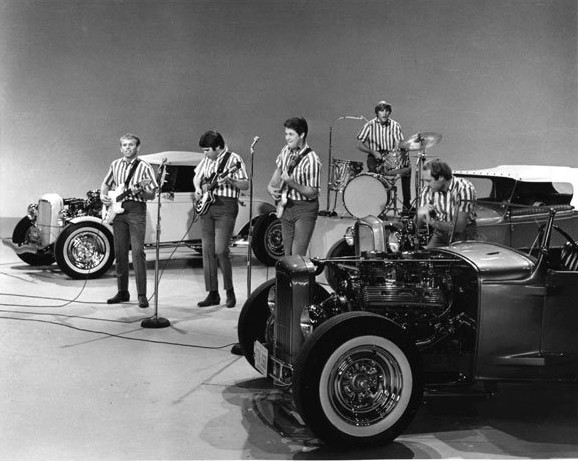
A The Beach Boys a "The Ed Sullivan Show"-ban, 1964-ben

Az 1967 végén kiadott, egyes kritikusok által klasszikusként ünnepelt Wild Honey LP főként túláradóan vidám Wilson-Love szerzeményeket tartalmaz, köztük a top 20-as sláger "Darlin'"-t és Stevie Wonder "I Was Made To Love Her"-jének pompás feldolgozását. Az 1968-as Friends csendes, melodikus album, a zenekar transzcendentális meditáció iránti friss elkötelezettségének hatását mutatja. A kislemezre kimásolt címadó szám (a B-oldalon Dennis dalszerzői bemutatkozásával, a "Little Bird" című dallal) a listákon leggyengébben szereplő Beach Boys-kislemez volt 1962 óta. Az ezt követő "Do It Again" kislemez, mely visszatérést mutatott a korai évek napfényes szörf-hangzásvilágához, az Államokban mérsékelt sikert aratott, Angliában viszont második listavezetőjükké vált.
Brian állapotának romlásával párhuzamosan egyre kevesebb dalt írt, és fokozatosan visszavonult a zenekartól. Az együttes többi tagja így kénytelen volt saját dalokat írni. Carl Wilson apránként átvette a Beach Boys vezetését, kiváló producerré képezve magát. Hogy letudják a Capitol-lal szembeni szerződéses kötelezettségüket, 1969-ben kiadták a 20/20 LP-t, mely korábban felvett, de ki nem adott dalok (köztük két SMiLE-ra írt szám), feldolgozások, és néhány új Dennis Wilson-szerzemény gyűjteménye volt. Ez utóbbiak egyikét, a "Never Learn Not To Love"-ot Dennis Charles Manson-nal közösen írta (noha ezt a lemezborítón nem tüntették fel), s eredeti címe "Cease To Exist" volt. A lemezen szerepel a Ronettes "I Can Hear Music"-jának feldolgozása is, ami kislemezre kimásolva a zenekar utolsó top 40-es slágere lett a következő hét évben.
1969-ben a Beach Boys a Reprise kiadóhoz szerződött, s az új évtizedben megjelent első két lemezükre, az 1970-es Sunflowerre és az 1971-es Surf's Upra nagyjából azonos arányban írt új dalokat Brian és a zenekar többi tagja. A 2004-es SMiLE album kísérőfüzete szerint a Reprise-szerződés részeként az együttes kötelezettséget vállalt a SMiLE befejezésére és kiadására, ám ez nem történt meg. Ugyanakkor ez a két lemez a Beach Boys legizgalmasabb munkája az 1966-67-es korszak óta. Brian folyamatos visszavonulásával, lehetőséget adott a zenekar többi tagjának hogy kibontakozhassák képességeiket, és míg a "Pet Sounds" egyértelműen Brian szólóalbuma, addig a "Sunflower"-ben minden tag azonos százalékban járult hozzá az albumhoz, mind a dalszerzésben, a produceri munkában, és a felvételekben. Bruce Johnston egy 1990-es években készült interjúban ezt mondta az albumról: "Szerintem a "Pet Sounds" határozottan Brian szólóalbuma volt, A Beach Boys "Pet Sounds"-ja kétségkívül a "Sunflower" volt – a legjobb album amit valaha készítettünk." Bár Brian szinte teljesen visszavonult a külvilágtól, a zenekar többi tagjai folyamatosan koncerteztek. 1971-ben a "The Fillmore"-ban adtak koncertet ahol ott ült a közönség soraiban Bob Dylan, aki oda fordult a mellette ülő Jack Rieley-hoz, aki akkor a zenekar menedzsere volt, és azt mondta: "Hallod – ezek kibaszott jók, ember".
Ricky Fataar dobos és Blondie Chaplin gitáros 1972-es csatlakozása a zenekarhoz jelentős változást hozott a Beach Boys hangzásában. A Carl And The Passions: So Tough nagylemezen hallható számok jelentős részét Fataar és Chaplin még előző zenekaruknak, a Flame-nek írták; ezek a hard rockos, country-s beütésű számok alig-alig emlékeztetnek a Beach Boysra. Az albumot a rajongók nagy része az együttes egyik legkuszább munkájának tartja. Az 1973-as Holland már jobban sikerült. A kislemezre másolt "Sail On, Sailor", melyen ismét együtt dolgozott Brian Wilson és Van Dyke Parks, a Beach Boys egyik emblematikus klasszikusává vált. Bár egyik kislemeze sem jutott be az első 40 közé, a Holland a rövidhullámú rockrádiók kedvence volt 1973-ban, köszönhetően többek között Love és Jardine háromtételes "California Saga" szvitjének.

### Endless Summer
1974 nyarán a Capitol megjelentetett egy Mike Love szerkesztette dupla válogatásalbumot a Beach Boys Pet Sounds előtti slágereiből. A színes, tarka borítójú Endless Summer maximálisan kifejezte a "régi szép idők" után nosztalgiázó korabeli Amerika hangulatát, és meg sem állt a Billboard lista első helyéig. Ez lett az együttes első aranylemeze 1967 óta, és három évet töltött az első 200-ban. Az 1975-ben kiadott Spirit Of America című folytatás szintén kelendőnek bizonyult, s ez a két válogatáslemez újjáélesztette a klasszikus Beach Boys-hangzás iránti érdeklődést. A Rolling Stone magazin 1974-ben Az "Év Zenekara" címet adta az együttesnek.
1975-ben a Beach Boys rendkívül sikeres közös turnéra indult a Chicago zenekarral ("The Beachago Tour"), melyen mindkét együttes előadott néhányat a másik slágerei közül, köztük az 1974-ben közösen kiadott kislemezslágert, a "Wishing You Were Here"-t. A Beach Boys tagjai Elton John "Don't Let The Sun Go Down On Me" című slágerének felvételein is közreműködtek háttérvokalistaként. Mindezek ellenére a Holland után a zenekar három évig nem jelentkezett új stúdióalbummal.Az Endless Summer sikerének köszönhetően a Beach Boys ismét menő lett, de pusztán mint régi slágereket játszó nosztalgia-zenekar. 1973 és 1976 között a csapat nem adott ki új felvételeket, a koncerteken régi dalokat játszottak, főleg a hatvanas évekből. A Beach Boysnak új számokra volt szüksége, így végül Brian Wilsonhoz kényszerültek segítségért fordulni.

### Brian visszatér
A 15 Big Ones album jelentette Brian Wilson visszatérését az együttesbe. Az LP-n számos új Brian Wilson-szerzemény mellett a tagok néhány kedvenc fiatalkori dalának feldolgozása is szerepelt, többek között az ötödik helyezett kislemez "Rock & Roll Music", a "Blueberry Hill", és az "In the Still of the Night". Brian és Mike közös dala, az "It's OK" a korai évek napfényes hangzását idézte, és mérsékelt sikert aratott kislemezre másolva. A lemez megjelenését a Saturday Night Live TV-show The Beach Boys: It's OK című speciális kiadásával reklámozták, melyben feltűnt a SNL két állandó szereplője, Dan Ayckroyd és John Belushi is. Brian Wilson nyájasan beleegyezett, hogy gúnyt űzzön saját, állítólagos öt éven át tartó ágyhoz kötött remeteségéből, és a show egyik (meglehetősen kínos) jelenetében a szörföző Wilsont láthatjuk – noha valójában életében soha meg sem próbálkozott a hullámlovaglással.
Az új albumot a Reprise a Brian visszatért reklámkampánnyal harangozta be, noha magát Wilsont meglehetősen felkavarta a kampány jelmondata. Mike Love a Reprise-kampányra reagálva lemezre vett egy gazdagon hangszerelt, szeretetteljes dalt "Brian's Back" címmel (Carl Wilson és a többi Beach Boys-tag közreműködésével), melyben elhangzik az "Azt mondják, Brian visszatért, de szerintem soha el sem tűnt" sor. Noha Love szándékai vélhetőleg tisztességesek voltak, a dal mélyen megbántotta Wilsont, akinek kérésére a szám hivatalosan meg sem jelent, noha bootlegeken széles körben hozzáférhető volt, 1998-ban pedig felkerült az Endless Harmony válogatás CD-re.
Az 1977-es The Beach Boys Love You album dalait szinte kivétel nélkül Brian írta. Az album dalai a vidám rock and rolltól ("Honkin' Down the Highway") az érzelmes balladákon át ("Let's Put Our Hearts Together") a gyerekesen ostoba számokig ("Solar System") meglehetősen bizarr kollekciót alkotnak. Noha gyengén fogyott, a lemez a rajongók kultikus kedvencévé vált. Brian közreműködése a következő albumokon ismét egyre csökkent, s a nyolcvanas évek elejére újra visszavonult a külvilágtól. Noha alkalmanként fellépett a koncerteken, mind az élő előadásokon, mind a lemezfelvételeken meglehetősen passzív volt. A nagyszabású Brian visszatért kampány ellenére a kritikusok egybehangzó véleménye szerint a hetvenes évek végére a Beach Boys rég túljutott alkotói csúcspontján. Sokan úgy gondolták, hogy a rocktörténelem drogáldozatainak hosszú sorában Brian lesz a következő.

### Dennis Wilson halála
A hetvenes évek végén bátyjához hasonlóan Dennis Wilson is komoly drog- és alkoholproblémákkal küzdött. A zenekar korabeli fellépései közül néhány botrányba fulladt a színpadon részegen és kábítószer hatása alatt megjelenő Dennis miatt. Az együttes kénytelen volt nyilvánosan bocsánatot kérni a közönségtől, miután egy 1978-as koncerten Sydney-ben több tag is részegen lépett fel. Alkoholizmusa ellenére Dennis Wilson 1977-ben nagyszerű szólólemezt adott ki Pacific Ocean Blue címmel, és elkezdte a munkát a Bamboo című folytatáson is zenész barátja, Carli Muñoz segítségével.
1980-ban a Beach Boys hatalmas közönség előtt adott július 4-ét ünneplő koncertet Washingtonban. A hagyomány folytatódott a következő két évben, ám 1983-ban James G. Watt belügyminiszter betiltotta a koncertet, mondván, a rockzenei fellépések nemkívánatos elemei a nemzeti ünnepnek. Ez természetesen feldühítette a zenekar amerikai rajongóit, akik azt állították, hogy a Beach Boys zenéje, mint a nemzet kulturális örökségének fontos része, nagyon is kívánatos eleme július 4-ének. A zenekar eredetileg fel volt kérve arra, hogy játszanak a rendezvényen, de nem fogadták el. A vita nagyot lendített az együttes népszerüségén, azzal hogy ők már eligérkeztek Atlantic City-be a július 4-ei ünnepekre. Nancy Reagan, aki szintén Beach Boys rajongó volt, az elnök felesége elnézést kért az együttestől, amely 1984-ben újra felléphetett a National Mall emlékműnél. Love és Johnston legutóbb 2005-ben adott július 4-i koncertet Washingtonban.

A The Beach Boys Ronald Reagan amerikai elnökkel, és feleségével Nancy Reagan-el, 1983-ban

1983. december 28-án Dennis Wilson vízbe fulladt, miután egy barátja hajójáról részegen beleugrott az óceánba, hogy összegyűjtse azokat a tárgyakat, amiket nem sokkal azelőtt dühében a vízbe dobált. Dennis halála ellenére a Beach Boys folytatta a turnézást, és a nyolcvanas évek második felében népszerűségük újra fellendült, köszönhetően David Lee Roth "California Girls"-feldolgozásának, és a Fat Boys rap-trióval közösen felvett "Wipe Out" kislemez és videóklip sikerének.
1985. július 4-én délután a Beach Boys egy hatalmas, közel egy millió főből álló tömeg előtt koncertezett Philadelphiában, majd ugyanezen nap estéjén 750 000 ember előtt adtak koncertet Washingtonban, és ezzel bekerültek a Guinness Rekordok Könyvébe, és ezt a teljesítményt azóta se tudta senki felülmúlni. Bő egy héttel később ők is felléptek a "Live Aid" nevezetű segélykoncerten, amit körülbelül 1.5 milliárd embert kísért figyelemmel a televízió képernyőkön keresztül.
1988-ban a zenekar 22 év után ismét az amerikai lista élén találta magát a "Kokomo" című dalnak köszönhetően. A szám a Tom Cruise főszereplésével készült Cocktail film betétdala volt, és noha Brian Wilson nem működött közre a felvételeken, a "Kokomo" a Beach Boys történetének legjobban fogyó kislemezévé vált.
- KokomoDal a "Still Cruisin'" albumról (részlet). A "Kokomo" című dallal a Beach Boys újra a lista élén találta magát. Egyben ez volt az első No.1-es daluk a "Good Vibrations" óta. Egyben ez volt a leghosszabb idő két No.1-es dal között (22 év), egészen Cher 1999-es Believe daláig, amivel új rekordot állitott fel 25 évvel.[51]

Nem tudod lejátszani a fájlt?
Az együttes tagjai a nyolcvanas-kilencvenes évek fordulóján időnként felbukkantak olyan tévés komédiákban, mint a Home Improvement, a Baywatch, vagy a Full House (melynek egyik szereplője, John Stamos később a zenekar alkalmi dobosa lett), miközben rendszeresen turnéztak. 1995-ben jól fogadott dokumentumfilm készült Brian Wilsonról I Just Wasn't Made for These Times címmel, melyben Brian életében először énekelt közösen lányaival, a Wilson Philips trió két tagjával, Carnie és Wendy Wilsonnal. A filmben az előző három évtized számos jelentős rocksztárja nyilatkozott elismerően Wilson tehetségéről és rájuk gyakorolt hatásáról.

### Carl halála és az együttes szétesése

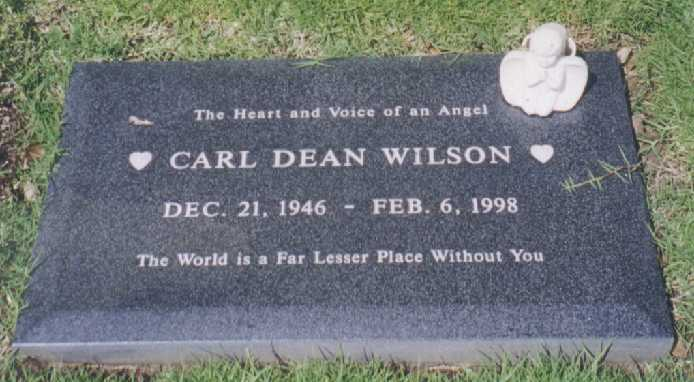
Carl Wilson sírja

1998. február 6-án Carl Wilson tüdőrák következtében életét vesztette.
Noha Love és Johnston továbbra is Beach Boys néven folytatták a koncertezést, Carl halála után a klasszikus felállásból egyedül ők maradtak a zenekar tagjai. Turnéik továbbra is nagy tömegeket vonzottak, noha senki nem tartotta őket többnek, mint egy nosztalgia-zenekarnak a sok közül. Eközben Brian Wilson és Alan Jardine (akik legálisan továbbra is a Beach Boys tagjai) új zenekarokat toborozva szólókarriert kezdtek. 2003-ban Brian és Van Dyke Parks 37 év után befejezték SMiLE című közös művüket, amelyet Wilson és zenekara 2004-ben világszerte előadott élőben. A bemutató koncert 2004 februárjában volt a Royal Festival Hall-ben, és amely koncertet a kritikusok minden idők egyik legjobb előadásnak tartanak. Jardine egy ideig "Beach Boys Family & Friends" néven turnézott, ám ezt jogi okok miatt "Alan Jardine Family & Friends"-re kényszerült változtatni. Zenekarának tagjai voltak többek között fiai, Matt és Adam, Brian Wilson lányai, Carnie és Wendy, és Carl sógora, Billy Hinsche. Jardine jelenleg az "Endless Summer Band" nevet használja fellépésein. 2010. június 29-én jelent meg első teljesen szólóalbuma, melyben a Beach Boys-on kívül számos vendégművész működött közre.

### APet Soundsnegyvenedik évfordulója
2006. június 13-án a még életben lévő Beach Boys-tagok (Brian Wilson, Mike Love, Alan Jardine, Bruce Johnston és David Marks) félretették nézeteltéréseiket, hogy a Capitol Records hollywoodi épületének tetején megünnepelhessék a Pet Sounds album megjelenésének negyvenedik évfordulóját, és 2003-ban kiadott válogatáslemezük, a Sounds Of Summer: The Very Best of The Beach Boys dupla platinalemezzé válását. Valamennyi tag dísztáblát kapott, Dennis és Carl nevében az egyetlen túlélő Wilson-testvér, Brian vette át a kitüntetést. Maga Wilson utalt arra, hogy az együttes tagjai, akik utoljára 1996 szeptemberében zenéltek együtt, esetleg újra összeállnak.

### Ötvenéves évforduló
2010 nyarán röppent föl a hír, hogy a még életben lévő Beach Boys tagok egy nagyszabású koncerttel szeretnék fennállásuk 50 éves évfordulóját megünnepelni. A fellépésen részt venne az egyetlen túlélő Wilson testvér Brian, Mike Love, Bruce Johnston, valamint a zenekar korábbi ritmusgitárosa Davis Marks.
Al Jardine a "Rolling Stones" magazinnak így nyilatkozott: Biztosan fogunk csinálni legalább egy koncertet, nagy dobás lesz. Még nem tudom, hogy hol lesz, de valószínűleg ingyenes lesz. A "Golden Gate Park" volt említve, a "National Mall" Washington DC-ben, vagy a nyugati part Chicago-ban. Szeretnék egy száz állomásos jubileumi turnét, de ha ez az út és ennek kell lennie, akkor legyen ez. Mi megpróbálunk egy pokoli show-t csinálni. Az én véleményem az, hogyha sikerül egy csodálatos koncertet csinálni, akkor érdemes lenne egy hosszabb turnét is elkezdeni
Azonban az hogy ez biztosan megvalósul még kétséges, mert Brian Wilson nem szeretne egykori zenésztársaival együtt dolgozni.

## Jogi csatározások
Brian pszichológiai problémái számos jogi nézeteltérés forrásaivá váltak. A hetvenes évek közepén a Beach Boys felbérelte az ellentmondásos módszereiről ismert pszichológust, Eugene Landy-t, hogy segítsen Wilsonon. Landy segítségével Wilson állapota jelentősen javult: saját bevallása szerint Wilson vélhetőleg meghalt volna Landy közbeavatkozása nélkül. Landy sikeresen csökkentette Brian drogfüggőségét, s 1987-re Wilson kellően jó állapotba került ahhoz, hogy felvehesse első szólólemezét. Ugyanakkor Landy mind növekvő mértékben befolyása alá kerítette sztárbetegét. Miután a zenekar többi tagja azzal vádolta Landy-t, hogy saját előnyeire tartja totális ellenőrzés alatt Wilsont, a bíróság megtiltotta az orvos és betege bárminemű érintkezését.
Az együttes névhasználati joga feletti pereskedések mellett három jelentős bírósági ügy történt az utóbbi másfél évtizedben. Először Wilson indított pert annak érdekében, hogy visszaszerezze dalai és a zenekar kiadójának, a Sea Of Tunes-nak jogait (Brian még 1967-ben ajándékozta a teljes Sea Of Tunes katalógust apjának). 1989-ben Brian Wilson perelte be többek között az Irving Music-ot azzal, hogy az idő tájt mentális állapota nem tette lehetővé, hogy megfontolt döntéseket hozzon. A felek 1992-ben peren kívül egyeztek meg és Wilson 10 millió dollárnyi kártérítést kapott.
Nem sokkal azután, hogy Wilson megnyerte a Sea Of Tunes-ügyet, Mike Love perelte be Briant, társszerzői címet követelve magának számos Beach Boys-dalban, többek között a "Help Me, Rhonda"-ban, a "California Girls"-ben, az "I Get Around"-ban, a "Wouldn't It Be Nice"-ban, az "I Know There's an Answer"-ben, és a zenekar sok más sikeres számában. Brian Wilsonnak 5 millió dollárnyi kártérítést kellett fizetnie, valamint 50%-ot a későbbi dalszerzői jogdíjakból.
2005 novemberében Love ismét pert indított Wilson ellen, miután a brit Mail On Sunday egyik számához "Good Vibrations" címmel ingyenes CD-melléklet jelent meg 2.6 millió példányban. Az ingyenes lemez Wilson SMiLE albumának promotálását szolgálta, ám szerepel rajta öt Wilson-Love szerzemény. Love állítása szerint a "Good Vibrations" és a SMiLE a Beach Boys nevének és image-ének engedély nélküli felhasználásával jelent meg, és több millió dollárnyi kártérítést követelt, valamint további egymillió dollárt a Beach Boys hírnevét ért károkat helyreállító hirdetéseket finanszírozandó.
Love állítása szerint: "Az unokatestvéremet, Briant, akivel rengeteg slágert írtunk közösen, akit szeretek és akiért aggódok, ismét olyan emberek veszik körül, akiket kizárólag saját anyagi hasznuk érdekel, és nincsenek tekintettel Brian jogaira, az én jogaimra, vagy akár néhai testvéreinek, Carl-nak és Dennisnek hagyatékára, valamint gyermekeik jogaira. Sajnos a történelem ismétli önmagát. Brian mentális állapota miatt mindig is könnyen befolyásolható volt. Egyszerűen gátat akarok szabni a bitorlók csalásainak!"
Az általános vélemény szerint a perrel Love pusztán arra akarta rákényszeríteni Wilsont, hogy Johnstonnal továbbra is a jól profitáló Beach Boys név alatt turnézhassanak. Mike Love ügyvéde szerint semmi személyes nincs a perben. Állítása szerint:"Mike szereti Briant, jó a kapcsolatuk, és szívélyes is. Mindössze azzal van néhány probléma, ahogy Brian (és társulata) promotálja az albumot." Stillman, aki 1992 óta képviseli Mike-ot, hozzátette: "Ők ketten még mindig egy család, és társalapítói a rock 'n roll történelem egyik legfontosabb együttesének."

## Zenei stílus
Az együttes hangzására elsősorban az ’50-es évek énekegyüttesei, például a The Four Freshman, ami Brian egyik kedvenc együttese volt, a The Hi-Lo's, valamint Chuck Berry volt nagy hatással. Kezdeti számaikban elsősorban a fiatalok életstílusát, és az akkoriban nagyon divatos szörf-kultúrát énekelték meg. Noha zenéjük derűs és könnyen emészthető volt, már ezek a korai dalok is meglepően kifinomult dallamokkal és ötletes hangszerelési megoldásokkal hívják fel magukra a figyelmet.
Brian Wilson, aki az együttes fő dalszerzője volt, növekvő kreativitásának köszönhetően az együttes rengeteg stílusváltáson ment keresztül. Első lemezeiken elsősorban a surf rock, és a rock and roll hangzás dominál, amivel megalapozták ismertségüket az Egyesült Államokban. Az 1963-as Surfer Girl nagylemez nyilvánvaló művészi előrelépést jelentett a Beach Boys számára. A The Surfer Moonban Brian először használ vonószenekart, a dalszövegeik is jóval kifinomultabbá váltak az előző albumokhoz képest. Ezen az albumon alkalmaz Brian először stúdiózenészeket, és a Beach Boys-tagok vokáljai is jóval magabiztosabbak, mint az előző két lemezen. Brian művészi fejlődésének egyik kiteljesedése volt a The Beach Boys Today! nagylemez. A korábbi Beach Boys-daloknál jóval komorabb és intelligensebb balladák már a Pet Sounds technikai újításait vetítik elő: többek között a vonós és fúvós hangszerek alkalmazását, az ütőhangszerek megnövekedett szerepét, és a hangerő manipulánsát.
Brian Wilson művészi kiteljesedését a Pet Sound-sal érte el. Az album új szintre emelte a popzenét, mind a produceri munkában mind a dalszerzésben. A hagyományos billentyűs hangszereken, és a gitárokon kívül más egzotikus hangszereket is használt Brian, többek között: vonószenekart, csembaló, fuvola, teremin, és még sok mást. Wilson ezután egy még nagyratörőbb munkába kezdett. A Good Vibrations kislemez sikerének köszönhetően, ami a korszak legdrágább és legbonyolultabb popfelvétele volt és napjainkig mérföldkőként tartják számon a hangrögzítés történetében, Wilson és új szerzőtársa Van Dyke Parks a Good Vibrations-höz hasonlóan a Smile-t is rövid szekciókból kívánta felépíteni, oly módon, hogy a végeredmény egyetlen összefüggő zeneművet alkosson. A lemezzel Brian, mentorának, Phil Spectornak a produkciós technikáját, a Wall of Sounds-ot akarta tökélyre fejleszteni. A Smile végül kudarcba fulladt, de ezt a produkciós technikát a későbbiekben is alkalmazni fogja többek között a "Diamond Head" című instrumentális dalban, melynek felvétele során Brian Wilson visszanyúlt a SMiLE-időszak impresszionista, pszichedelikus hangulatához, és a SMiLE dalaihoz hasonlóan apró szekciókból építette fel a számot.
A következő években, Brian visszavonulásával a többi tag is kibontakozhatta zeneszerzői képességeit, így rengeteg új stílust és műfajt fedezhettek fel. Későbbi dalaikban a rocktól kezdve (Wild Honey), egészen a diszkóig (Here Comes The Night) számos művészeti ágat érintettek.

### Dalszövegek
A zenekaron belül a fő dalszövegíró Mike Love volt, egyben ő írta a korai Beach Boys dalok szövegének jelentős részét. A Beach Boys korai számai a kaliforniai fiatalok életstílusát énekelték meg. Dalaikat három fő csoportra oszthatjuk: a szörf (Surfin’ U.S.A., Surfin’ Safari), az autók (Little Deuce Coupe, 409), valamint a lányok (Wendy, The Warmth of the Sun). Brian Wilson többször is dolgozott külső szövegíróval, például Roger Christian-nel akivel főleg autós témájú dalokat írt, vagy Gary Usher-el, akivel több, szörf témájú számot írt. Az idő előrehaladtával a dalszövegeik is egyre kifinomultabbá, és "felnőttesebbé" váltak.

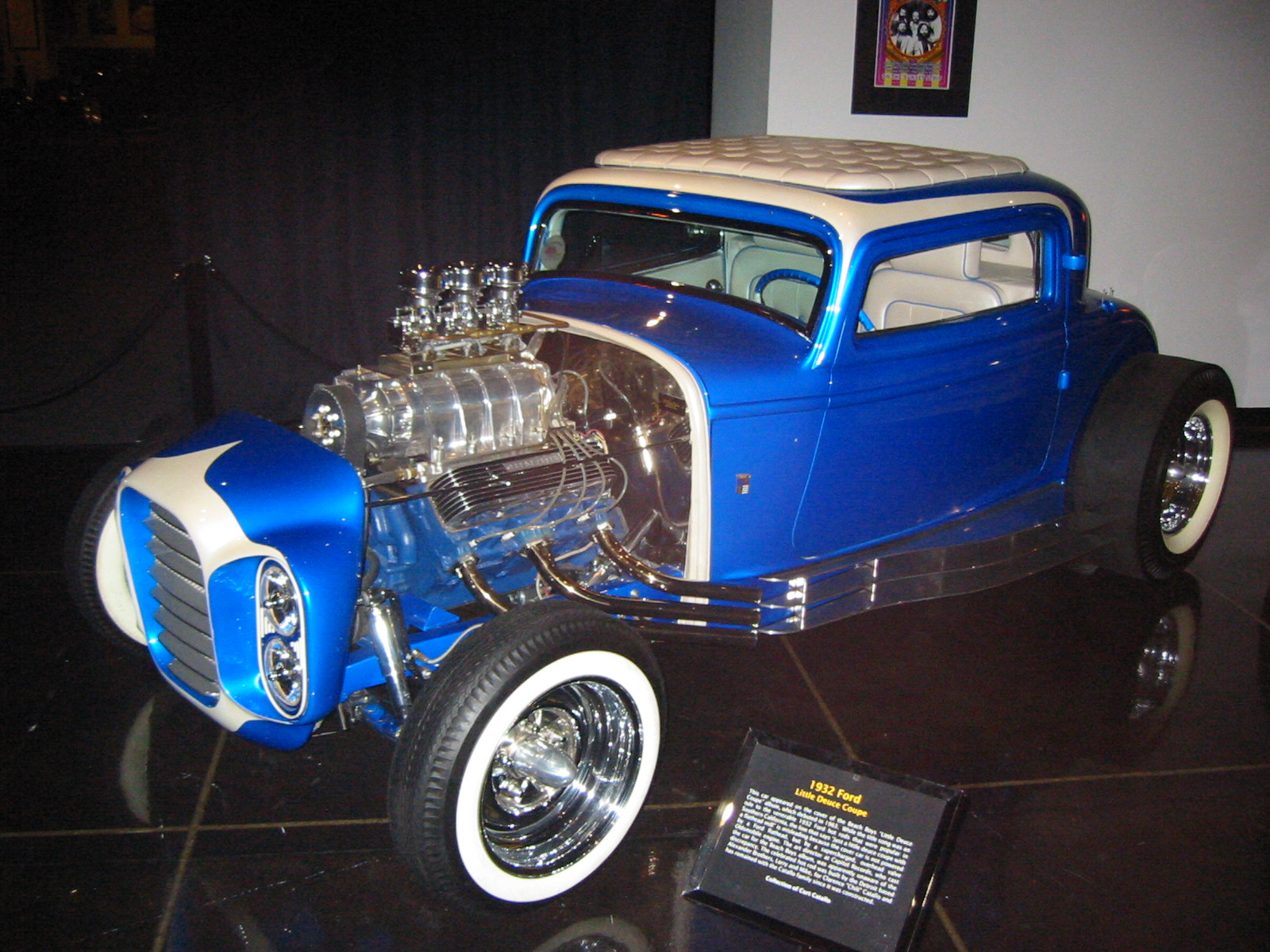
A "Little Deuce Coupe" volt az egyik leghíresebb autós témájú Beach Boys dal.

Az első igazán "érett" albumnak a The Beach Boys Today!-t lehet nevezni. A korábbi albumokkal szemben a Today!-en már nem a szörf vagy az autós témák dominálnak sokkal inkább előtérbe kerültek az érzelmesebb és komorabb balladák. Brian Tony Asher-rel dolgozott együtt a Pet Sounds album megírásában. Asher dalszövegei újfajta, érettebb árnyalatot adtak Brian dalaihoz, és tökéletesen kiegészítették azokat. Meg kell jegyezni, hogy noha a szerzők nem annak tervezték, a Pet Sounds nyilvánvalóan konceptalbum, hiszen dalai, bár nem állnak szoros kapcsolatban egymással, egytől egyig Brian felnőtté válással kapcsolatos nehézségeit, a szerelem mulandó izgalmát, a gyerekkor iránti nosztalgiáját, növekvő elidegenedését a külvilágtól, és egy boldogabb jövő iránti sóvárgását tükrözik. Az album sajátosan melankolikus alaphangulatához hozzájárul az egyes szám első személy, a jövő idő és a feltételes jövő idő gyakori használata is Asher szövegeiben.
Brian Wilson a zenészként elismert fiatal dalszövegírót Van Dyke Parks-ot kérte föl a Smile album szövegeinek megírására. A Smile koncepciója eredetileg egy tematikailag és zeneileg összefüggő zenemű lett volna, ahol a dalokat kisebb átvezető részekkel kötötték volna össze. Központi témái lett volna a felnőtté válás, a gyermekkor, valamint Brian tervezte a négy természeti elem megzenésítését is. Az úgynevezett "Elements" szvit négy részből álló darab lett volna a SMiLE második oldalán, a földet a "Vega-Tables", a levegőt a Wind Chimes, a tüzet a "Mrs. O'Leary's Cow", a vizet pedig a (2004-es SMiLE albumra "In Blue Hawaii" címmel újrarögzített) "Water Chant/I Love to Say Da Da" mutatta volna be.
A következő albumoktól kezdve folyamatosan eltűnik a Pet Sounds, és a Smile album impresszionista világa, és megjelennek a sokkal realisztikusabb dalszövegek is. A Beach Boys ezután visszanyúl a régi slágerek szövegeihez, a napfényes tengerpart (Do It Again), és az autók világához (Susie Cincinnati).

### Koncertek, élő felvételek

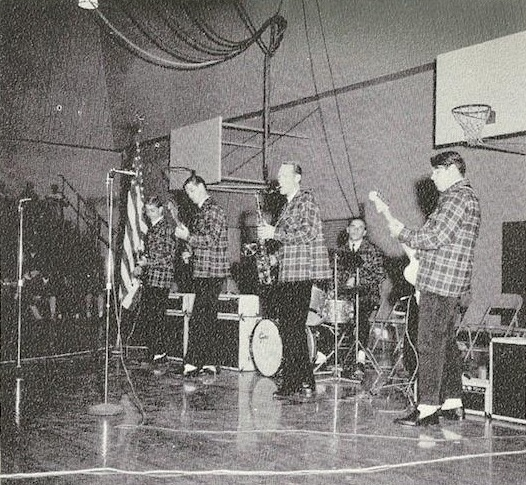
A The Beach Boys 1963-ban

A The Beach Boys több koncertet adott, mint a többi nagy rock zenekar. Fennállásuk során több mint 3000 koncertet adtak szerte a világon. A fellépéseik mindig is hatalmas tömegeket vonzottak, átlag 40-50 000 ember előtt játszottak. A ’80-as évek óta a zenekar az egyik résztvevője a július 4-ei ünnepségeknek, ahol hagyományosan a Washington Mall-nál lépnek fel egy általában 700-750 000-es tömeg előtt. Korai koncertjeiken általában saját dalokat játszottak, de voltak más kedvencek is (például "Papa Oom Mow Mow", "Johnny B. Goode") amiket ugyanúgy gyakran adtak elő. Vannak olyan Beach Boys számok is amik a mai napig is állandó szereplői a koncertjeiknek (például "California Girls", "I Get Around", "Surfin’ U.S.A.", "Little Deuce Coupe"). Ez utóbbi dal előtt a frontember, Mike Love sorra bemutatta a tagokat, mielőtt elkezdték volna játszani a számot.
Brian romló egészségi állapota, és a stressz miatt már 1964 elején is távolmaradt néhány fellépéstől, majd ’64 végén végleg abbahagyta a koncertezést. Egy ideig Glenn Campbell helyettesítette Brian a koncerteken, majd Bruce Johnston állt a helyére, aki a zenekar állandó tagja lett. Több fontos koncerten működtek közre, például az 1964-es, különösen a fiataloknak szervezett "T.A.M.I. Show"-ban is játszottak, ami az egyik utolsó hivatalos dokumentuma az eredeti fennállású Beach Boys-nak.

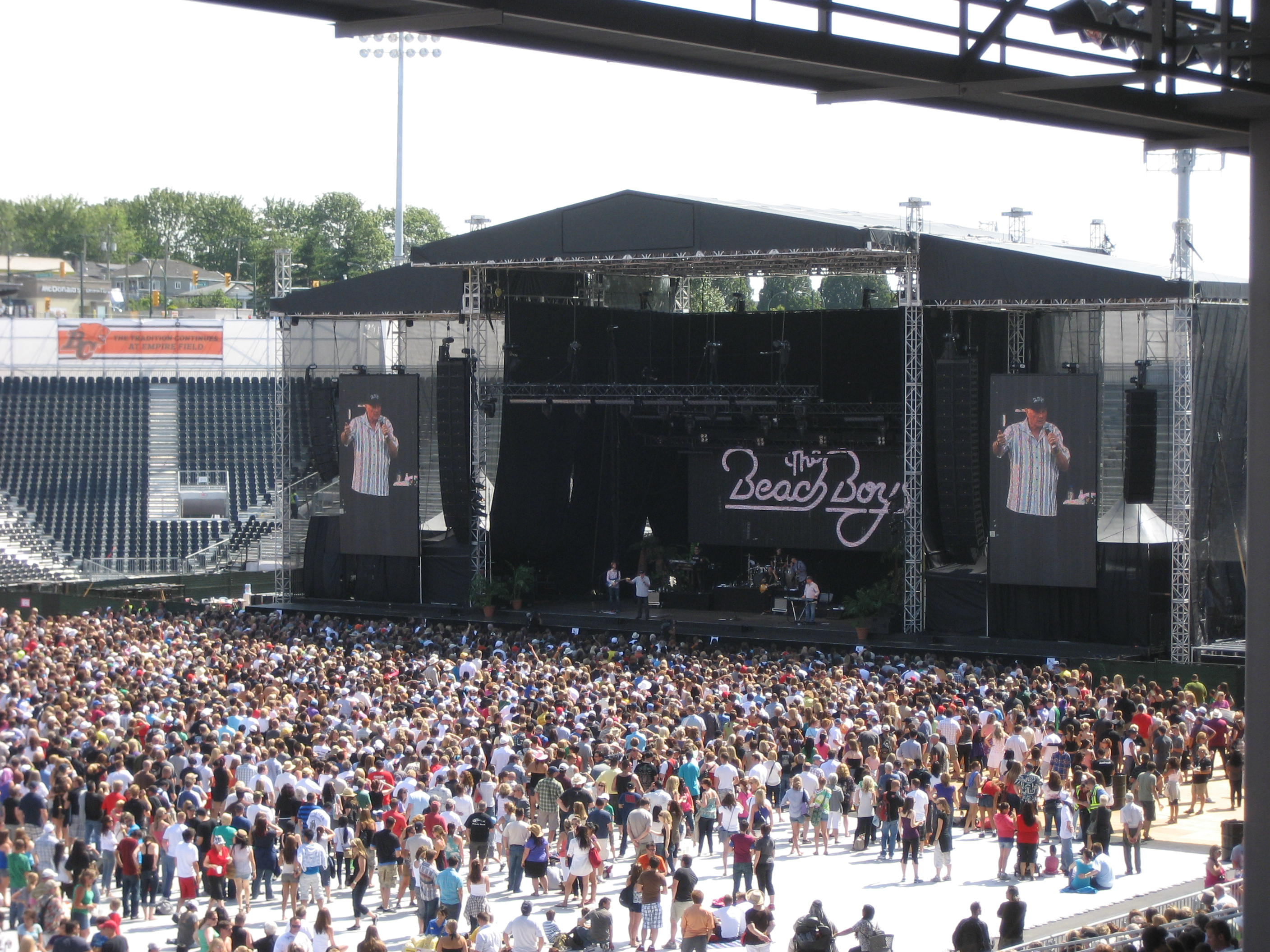
A The Beach Boys 2010 augusztusában

Öt koncertalbumot adtak ki. Közülük az első a Beach Boys Concert, ami 1964 végén jelent meg, négy hétig vezette a Billboard 200-as listáját. Az 1965-ös Beach Boys’ Party! album, ami egy stúdióban felvett „koncert”, Brian Wilson, az együttes, a tagok barátnői és feleségei, és néhány barátjuk a lemezstúdióban rögzítették számos aktuális és régebbi sláger feldolgozását (köztük a már a Beach Boys Concert LP-n is szereplő "Papa-Oom-Mow-Mow"-t, a Rivingtons szörfrock-klasszikusát). A koncerthangulat megteremtése céljából a dalok elkészülte után háttérzajokat és nevetést kevertek a felvételekhez.
A The Beach Boys a mai napig folytatja a turnézást, "Beach Boys Band" néven, és még mindig nagy tömegeket vonzanak a koncertjeik.

## Örökség
A The Beach Boys minden idők egyik legelismertebb együttese, mind a kritikai, mind a közönségsikert nézve. A Billboard magazin szerint a kislemez és nagylemez eladásokat tekintve a Beach Boys a legtöbb lemezt eladott amerikai rock együttes. Becslések szerint több mint 100 millió lemezt adtak el a világon.
A Rolling Stone magazin minden idők 100 legjobb művészeinek listáján a zenekar 12. helyen végzett. Az ötösfogatot (David Marksszal és Bruce Johnstonnal kiegészülve) 1988-ban iktatták be a Rock and Roll Hírességek Csarnokába. 1998-ban bekerült az Énekegyüttes Hírességek Csarnokába. Brian Wilson 2006 novemberében került be a brit R&R Hall of Fame-be. 1980. december 15-én csillagot kaptak a Hollywood Walk of Fame-en.

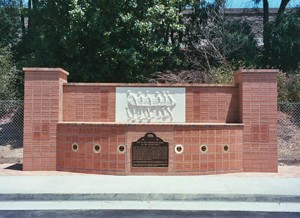
Historic Landmark

2001-ben Grammy-életmű díjat kaptak.
Harminchat Top 40-es kislemezt jegyezhetnek, valamint ötvenhat "Billboard Hot 100"-ast, ezen belül 4 No.-est. A Beatlemania, csúcspontján rögzített, és kiadott Beach Boys Concert albumuk, amit Sacramentóban vettek fel 1964. december 5-én jutott fel a Billboard 200-as lista 1. helyére, majd négy egymást követő hetet töltött a lista élén.
A Rolling Stone magazin "Minden idők 500 legjobb albuma"-nak listájára három albumuk is felkerült: A "Sunflower" a 380. helyre került, "The Beach Boys Today!" A 270.-re, míg a "Pet Sounds" a második helyen végzett (a The Beatles Sgt. Pepper’s Lonely Hearts Club Band-je után). Minden idők 500 legjobb dalának listájára hét Beach Boys dal került be: "God Only Knows" (#25),"California Girls" (#71),"Don't Worry Baby" (#176),"Caroline, No" (#211),"In My Room" (#209),"Sloop John B" (#271), valamint a "Good Vibrations" ami a 6. helyen végzett.
Az Acclaimed Music szerint a "Pet Sounds" a legelismertebb album a kritikusok által, és első helyre került a Minden idők 3000 legjobb albuma-nak listáján.
A The Beach Boys volt az első Amerikai zenekar, aki a vasfüggönyön túl koncertezett, 1968-ban Csehszlovákiában.
Több későbbi előadónak, együttesnek jelentett inspirációt életművük, ezek például: The Who,Chicago, Bee Gees, ABBA, Queen, The Carpenters, Elton John, Yes,Simon and Garfunkel,The Bangles

## Diszkográfia

### Stúdióalbumok
- Surfin’ Safari (1962)
- Surfin’ U.S.A. (1963)
- Surfer Girl (1963)
- Little Deuce Coupe (1963)
- Shut Down Volume 2 (1964)
- All Summer Long (1964)
- The Beach Boys’ Christmas Album (1964)
- The Beach Boys Today! (1965)
- Summer Days (And Summer Nights!!) (1965)
- Beach Boys’ Party! (1965)
- Pet Sounds (1966)
- Smiley Smile (1967)
- Wild Honey (1967)
- Friends (1968)
- 20/20 (1969)
- Sunflower (1970)
- Surf’s Up (1971)
- Carl And The Passions: "So Tough" (1972)
- Holland (1973)
- 15 Big Ones (1976)
- The Beach Boys Love You (1977)
- M.I.U. Album (1978)
- L.A. (Light Album) (1979)
- Keepin' The Summer Alive (1980)
- The Beach Boys (1985)
- Still Cruisin’ (1989)
- Summer in Paradise (1992)
- Stars And Stripes Vol. 1 (1996)
- That’s Why God Made The Radio (2012)

### Koncertalbumok
- Beach Boys Concert (1964)
- Live In London (1970)
- The Beach Boys In Concert (1973)
- Good Timin': Live At Knebworth England 1980 (2002)
- Songs From Here & Back (2006)

### Válogatások
(Az alábbi lista csak a jelentősebbeket tartalmazza a Beach Boys megszámlálhatatlan válogatásalbumai közül.)
- Best of The Beach Boys (1966)
- Best Of The Beach Boys Vol. 2 (1967)
- Best Of The Beach Boys Vol. 3 (1968)
- Stack-O-Tracks (1968)
- Endless Summer (1974)
- Spirit of America (1975)
- Good Vibrations – Best Of The Beach Boys (1975)
- Ten Years Of Harmony (1981)
- Sunshine Dream (1982)
- Summer Dreams (1990)
- The Greatest Hits – Volume 1: 20 Good Vibrations (1999)
- The Greatest Hits – Volume 2: 20 More Good Vibrations (1999)
- Greatest Hits Volume Three: Best of the Brother Years 1970–1986 (2000)
- The Very Best of The Beach Boys (2001)
- Sounds of Summer: The Very Best of The Beach Boys (2003)

### Antológiák
- Endless Harmony Soundtrack (1998)
- Hawthorne, CA (2001)

### Box set-ek
- Good Vibrations: Thirty Years Of The Beach Boys (1993)
- The Pet Sounds Sessions (1997)
- Pet Sounds 40th Anniversary CD+DVD (2006)

### Kiadatlan albumok
- SMiLE (1967)

### EP-k
- Four by the Beach Boys (1964)
- Mt. Vernon And Fairway (A Fairy Tale) (1973)

## Az albumok elérhetősége
- A Pet Sounds, a Christmas Album és az 1989 óta megjelent három sorlemez kivételével a Beach Boys valamennyi nagylemeze ún. "twofer" (két album egy CD-n) formátumban kapható. A hatvanas évekbeli albumok újrakiadásai számos bónuszdalt is tartalmaznak.
- A Pet Sounds CD- és DVD-A formátumban is kapható. Szintén kapható egy, az album felvételeit dokumentáló négylemezes box set, rajta a klasszikus lemez eredeti mono és 1996-os sztereó mixével, és az "I Know There's an Answer" eredeti, "Hang on to Your Ego" címet viselő változatával.
- A Christmas Album önálló lemezként és az Ultimate Christmas válogatás részeként is megvásárolható. Ez utóbbi CD-n hallható néhány szám az 1977-es, ki nem adott karácsonyi Beach Boys-lemezről.
- A Still Cruisin', a Summer in Paradise és a Stars And Stripes Vol. 1 jelenleg nincsenek forgalomban, de internetes használt lemezboltokban megtalálhatók. A Still Cruisin’ letölthető az Apple iTunes Store szolgáltatásával.
- Az 1993-as Good Vibrations box set a zenekar pályájának alapos áttekintését nyújtja, és számos korábban kiadatlan dallal szolgál, köztük közel félórányi anyaggal a legendás SMiLE-ülésekről.

A zenekar megszűnése óta a következő kiadványok jelentek meg:
- Az Endless Harmony Soundtrack korábban kiadatlan számok és újrakevert dalok gyűjteménye.
- A Hawthorne, CA hasonló jellegű, kevésbé jól sikerült antológia.
- A Good Timin': Live At Knebworth England 1980 egy stúdióban utólag alaposan megdolgozott koncertfelvétel.
- A Songs From Here & Back-en korábban kiadatlan koncertfelvétek mellett hallható egy-egy dal a még életben lévő eredeti tagoktól (Wilsontól, Love-tól és Jardine-tól) is.

## Képgaléria

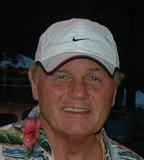
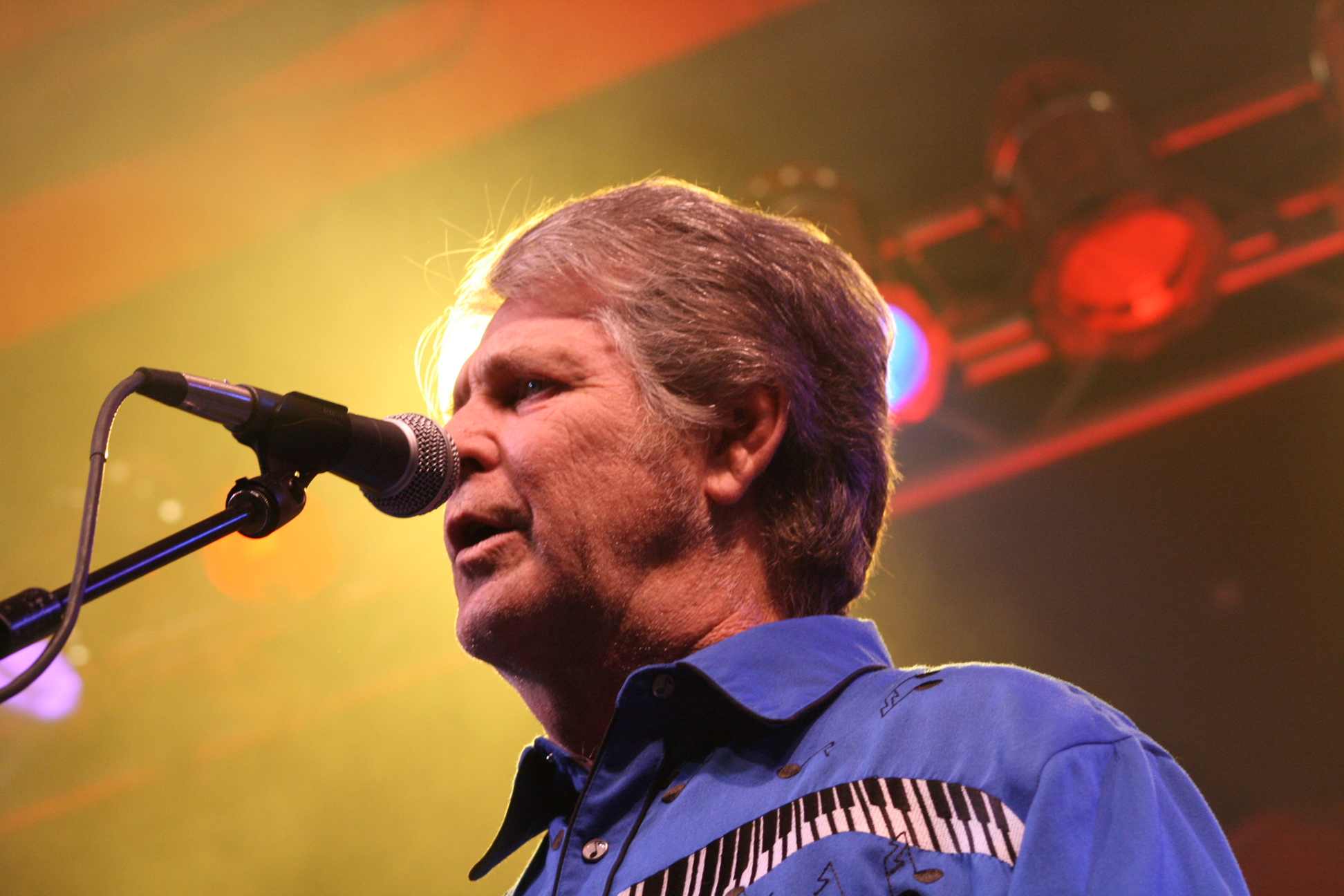
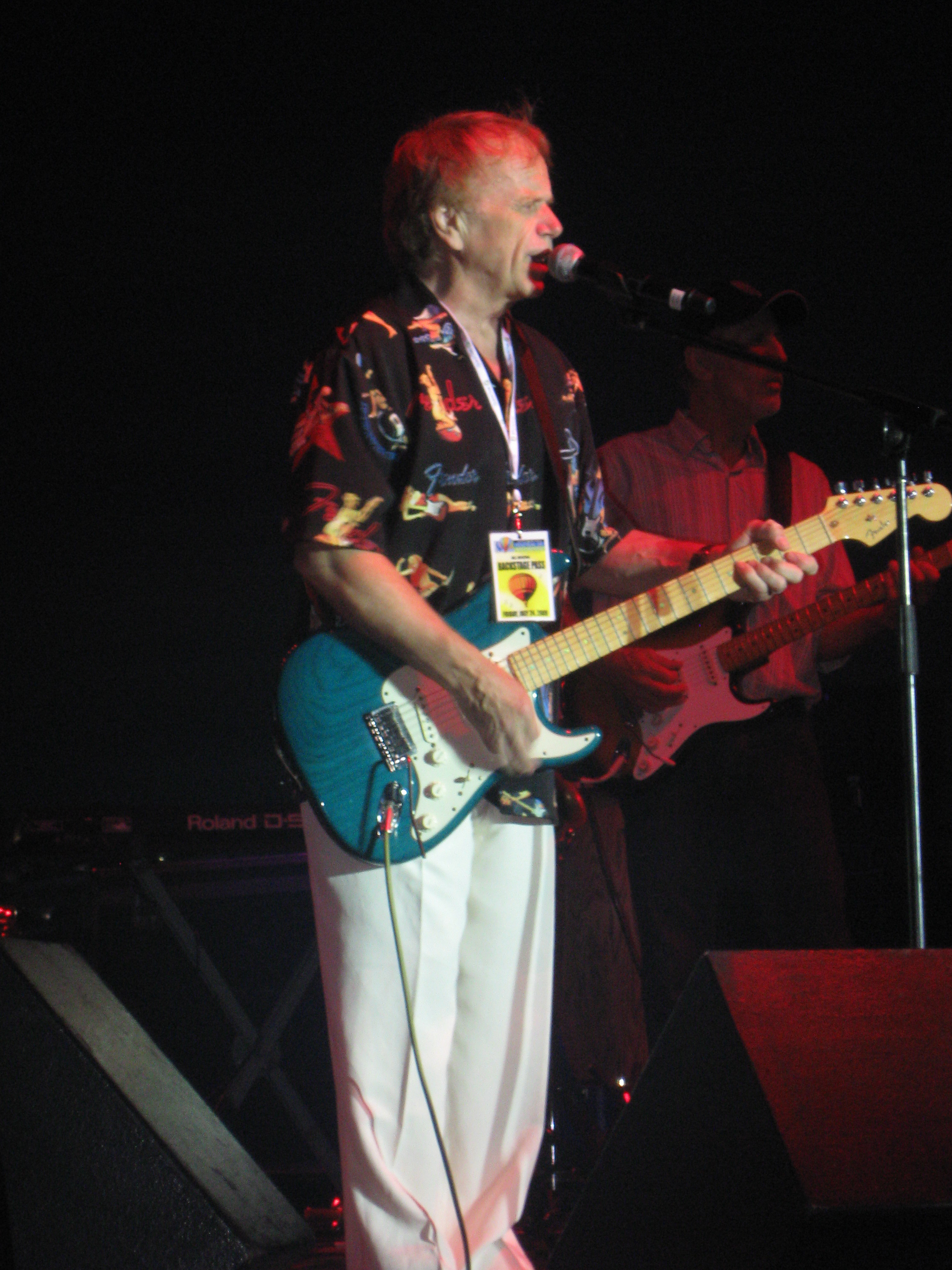
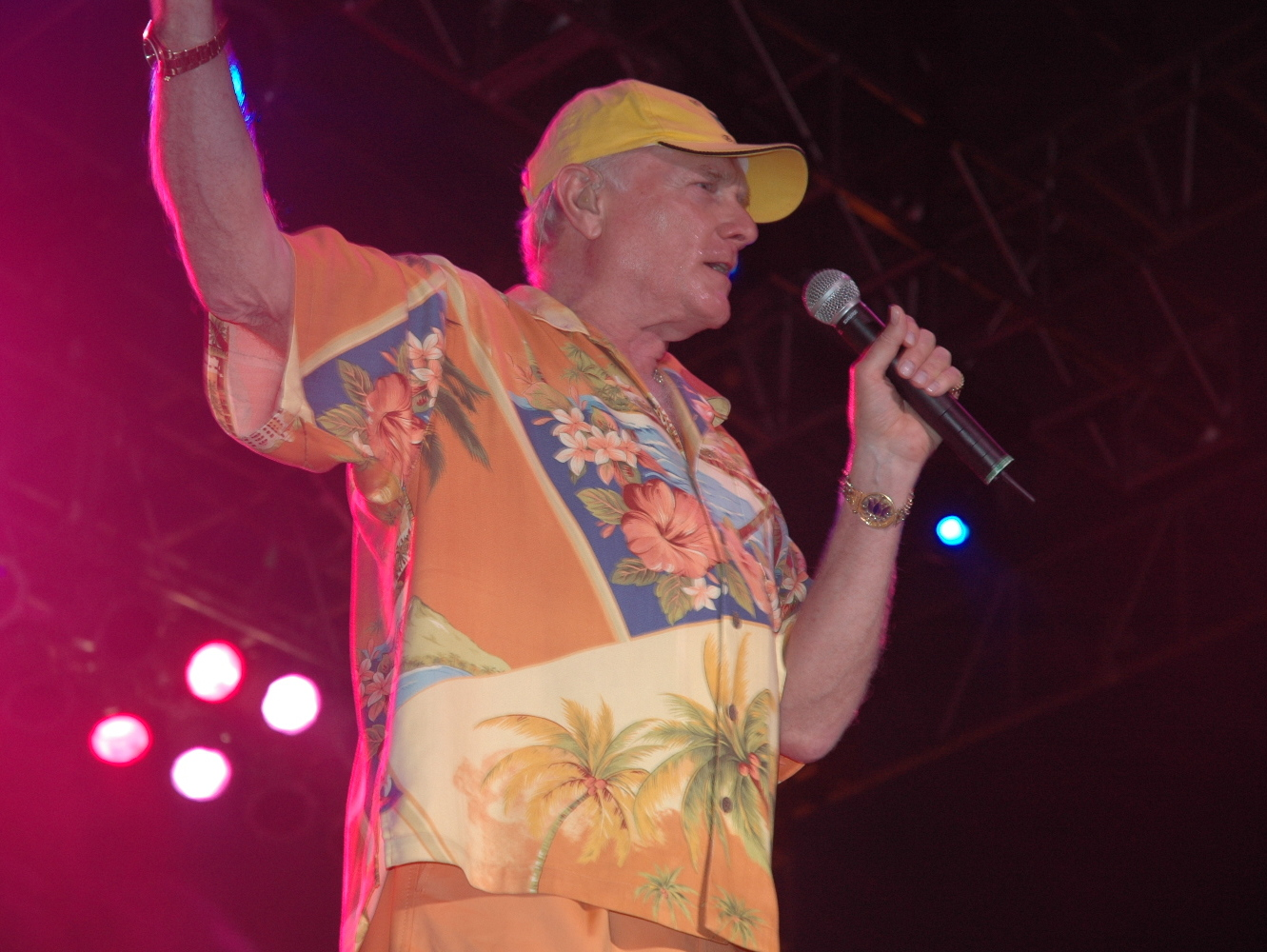
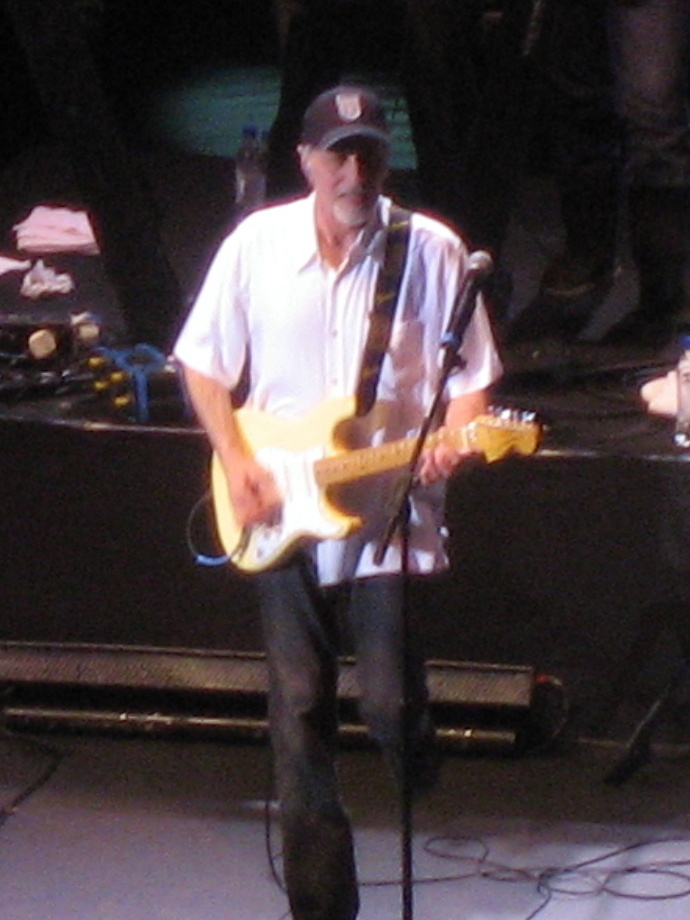
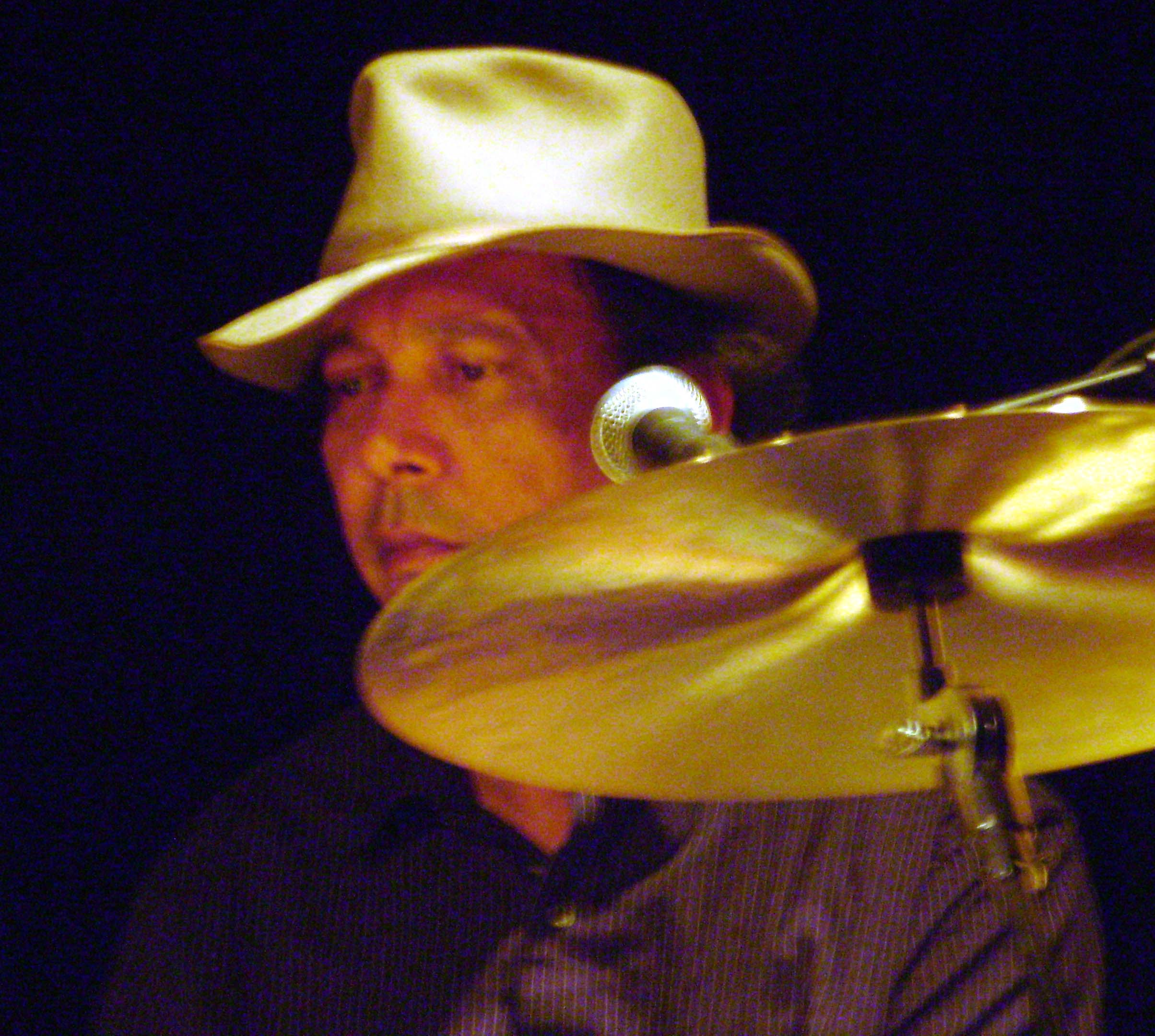
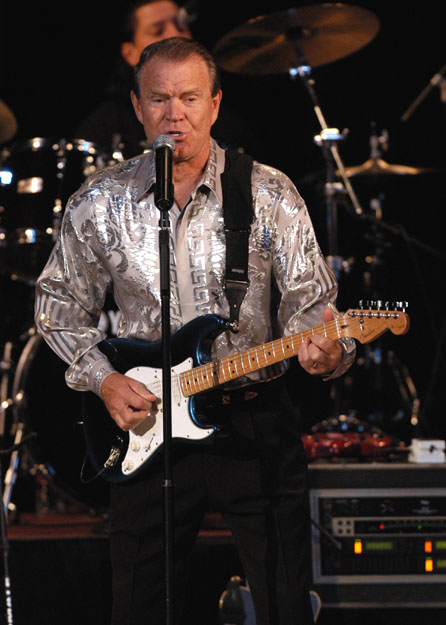
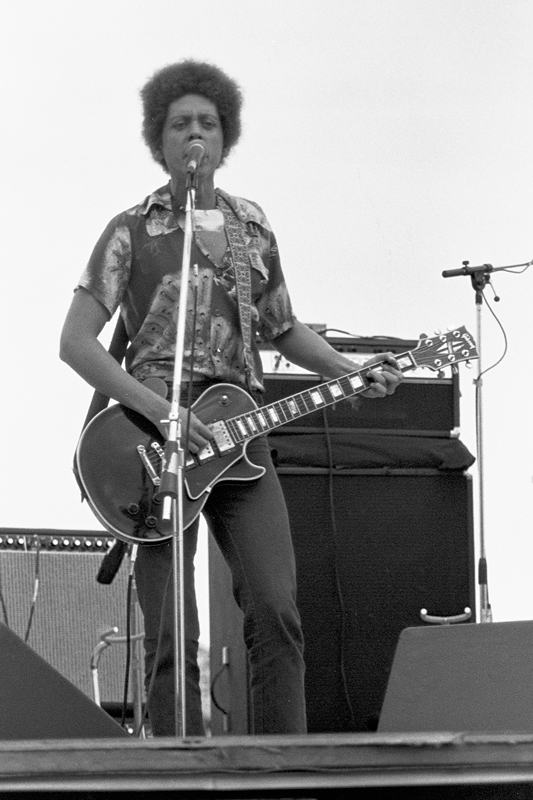

### Honlapok
- Hivatalos honlap
- Brian Wilson honlapja
- A Carl Wilson Alapítvány
- Alan Jardine honlapja
- Cabinessence – Brian Wilson rajongói honlap Archiválva 2009. június 5-i dátummal a Wayback Machine-ben
- Naprakész Beach Boys-hírportál
- Informatív rajongói honlap
- Bellagio 10452 – Andrew G. Doe Beach Boys-kutató honlapja kronológiával és diszkográfiával
- SMiLE kronológia Archiválva 2010. február 1-i dátummal a Wayback Machine-ben
- Beach Boys koncertarchívum
- Beach Boys Fan Club
- Beach Boys Britain
- Silverphial – Letölthető ritkaságok
- Magyar rajongói fórum

### Könyvek
- Gaines, Steven S.. Heroes and Villains: The True Story of the Beach Boys. Da Capo Press (1995). ISBN 0-306-80647-9
- Badman, Keith. The Beach Boys: The Definitive Diary of America's Greatest Band on Stage and in the Studio. Backbeat Books (2004). ISBN 0-8239-3643-0
- Holcomb, Mark. The Beach Boys. The Rosen Publishing Group (2003). ISBN 0-8239-3643-0
- Williams, Paul. Brian Wilson And The Beach Boys: How Deep Is The Ocean?. Omnibus Press (2003). ISBN 0-7119-9103-0
- Doe, Andrew G., John Tobler. Complete Guide to the Music of the Beach Boys (Complete Guide to their Music). Omnibus Press (2004). ISBN 1-84449-426-8
- Lambert, Philip. Inside the Music of Brian Wilson: The Songs, Sounds and Influences of the Beach Boys' Founding Genius. Continuum (2007). ISBN 0-8264-1876-7
- Granata, Charles L. Granata. Wouldn't It Be Nice: Brian Wilson and the Making of the Beach Boys' Pet Sounds (The Vinyl Frontier series). Chicago Review Press (2003). ISBN 1-55652-507-9
- Fusilli, Jim. Pet sounds. Continuum International Publishing Group (2005). ISBN 0-8264-1670-5
- Preiss, Byron. The Beach Boys. Ballantine Books (1979). ISBN 0-345-27398-2